# Aminata Sylla-Le Bouard
Pour les articles homonymes, voir Aminata Sylla.
Aminata Sylla-Le Bouard, née le 19 avril 1984, est une athlète sénégalaise.

## Biographie
Aminata Sylla-Le Bouard remporte la médaille d'or du 800 mètres et la médaille de bronze du relais 4 x 400 mètres aux Championnats d'Afrique juniors d'athlétisme 2003 à Garoua. Elle est ensuite médaillée d'argent du relais 4 x 400 mètres aux Jeux africains de 2011 à Maputo. 
Elle est également championne du Cameroun du 800 mètres en 2004.

### Palmarès
| Date | Compétition                    | Lieu        | Résultat | Épreuve   | Performance   |
| ---- | ------------------------------ | ----------- | -------- | --------- | ------------- |
| 2003 | Championnats d'Afrique juniors | Garoua      | 1re      | 800 m     | 2 min 15 s 78 |
| 2003 | Championnats d'Afrique juniors | Garoua      | 3e       | 4 x 400 m | 3 min 48 s 84 |
| 2004 | Championnats d'Afrique         | Brazzaville | 5e       | 800 m     | 2 min 11 s 72 |
| 2011 | Jeux africains                 | Maputo      | 2e       | 4 x 400 m | 3 min 32 s 21 |